# L'eroe (fumetto)
L'eroe è un fumetto scritto e disegnato da David Rubín, al centro del quale vi è la figura mitica di Ercole e delle sue fatiche, riviste in chiave moderna e con grandi contaminazioni del genere del fumetto d'azione supereroico . 
Serie composta da due volumi, pubblicati in Spagna da Astiberri, in Italia è stato importato dalla casa editrice Tunué.

## Trama
Il giovane Eracle è, per volere del fato, sottomesso alla capricciosa e crudele volontà del tiranno Aristeo che - d'accordo con la vendicativa Era, regina degli dei - gli commissiona sfide impossibili nel tentativo di causarne la morte. Nonostante le ardue prove, Eracle riesce comunque nelle imprese divenendo l'eroe più amato e conosciuto di tutta la Grecia. La fama, la stima del paese e l'aiuto di amici fidati quali Teseo o la dea Artemide non riescono tuttavia a scacciare dalla mente dell'eroe l'idea di essere una semplice marionetta nelle mani di Aristeo e uno schiavo cui è impossibile ribellarsi.

## Accoglienza
L'opera è stata ben accolta dalla critica e dalla comunità artistica dei fumettisti: l'artista Paco Roca ne esalta in particolare il colore, dall'impatto immediato, e l'originalità della rivisitazione del mito in chiave moderna, alternativa. Mentre la Repubblica XL ne svela il palese omaggio al mito di Superman e l'ironia che caratterizza il gran libro di mitologia contemporanea. Breve e più vivace, invece la definizione che ne dà Alessandro Treviani in un trafiletto del Corriere della Sera, definendo l'eroe un ragazzino pompato dai media, che ascolta l'iPod tra una fatica e l'altra.
Il secondo volume si apre con la prefazione di Craig Thompson che, innanzitutto, loda la grande originalità di Rubìn, capace di usare il mezzo espressivo dei supereroi evitando però le pecche che hanno finito per atrofizzare il genere, e la sua capacità di disegnare un grande fumetto ricco di riferimenti - come quello di Frank Miller e del suo Batman: Il ritorno del Cavaliere Oscuro riscontrabile nella versione stanca e sbattuta di Eracle degli ultimi capitoli - senza tuttavia annoiare il lettore inesperto. Secondo Thompson L'eroe è nutrito da una folta schiera di rimandi alla cultura popolare dei graffiti, del rock'n'roll, ma anche "del disegno del maestro underground Max e dell'impressionante potenza del Guernica di Picasso.

## Citazioni
L'opera, come si evince dal prologo del primo volume, è dedicata al fumettista Jack Kirby. Inoltre nel fumetto è possibile rintracciare molte altre citazioni del mondo d'azione dei supereroi dell'universo DC: negli ultimi capitoli Eracle si confronta apertamente con la figura di Superman, mentre nelle tavole precedenti si scorge Euristeo bambino giocare con le action figures dei suddetti supereroi mentre le Amazzoni, oltre all'influenza supereroistica, hanno nel proprio design delle  caratteristiche "cosplay".